# 毘婆沙
毘婆沙，又作毗婆沙、毘婆娑、鞞婆沙、鞞頗沙、鼻婆沙，略作婆沙，一種佛教文體，對阿毘達摩論書的註釋書皆可稱毗婆沙，又稱毘婆沙論。

## 字源
字面原義為概要、概論、論文、解釋等。它的字根由 vi- 與√bhaṣ組成，√bhaṣ意為「說」或「解釋」，分別義廣，名為廣解、廣說、種種說、分分說。說義勝，名為勝說。五百阿羅漢各以異義解釋阿毘達磨，名為異說。一般來說，對於經的註釋書，稱優婆提舍。對於律及論的註釋，則稱毘婆沙。但也有難以歸類的例子，如龍樹《十住毗婆沙論》，是《十地經》的釋論，雖然解釋菩薩十地義，但並非隨文廣釋，並含括了其他菩薩修行的論題。

## 大藏經
在漢傳大藏經中，有五部名稱冠上毘婆沙的經典，分別是：
- 《阿毘達磨大毘婆沙論》（另二種譯本，名為《阿毘曇毘婆沙論》、《鞞婆沙論》），五百阿羅漢造：解釋阿毘達磨發智論。
- 《五事毘婆沙論》，法救造：解釋阿毘達磨品類足論的辯五事品。
- 《十住毘婆沙論》，龍樹造：解釋《十住經》（華嚴經十地品）的菩薩十地義及其他菩薩修行的論題。
- 《薩婆多毘尼毘婆沙》：解釋說一切有部的十誦律。
- 《善見律毘婆沙》：解釋南傳上座部的律藏。